# Église Sainte-Élisabeth-de-Hongrie de Versailles
Pour les articles homonymes, voir Église Sainte-Élisabeth.
L'église Sainte-Élisabeth-de-Hongrie est une église paroissiale située à Versailles, dans le département des Yvelines, en France. Elle est consacrée à sainte Élisabeth de Hongrie et dépend du diocèse de Versailles.

## Localisation
L'église se trouve à l'intersection de la rue de Vergennes et de la rue des Chantiers, face à la rue de l'Abbé-Rousseaux et très proche de la gare de Versailles-Chantiers.

## Historique
Historiquement, le village du Petit-Montreuil faisait partie de la paroisse de Montreuil dont l'église paroissiale était l'église Saint-Symphorien. L'éloignement de cette église, située à plus d'un kilomètre de distance, ont conduit les paroissiens à souhaiter la création a minima d'une chapelle dans leur village.
Cette revendication fut soutenue tant par Madame Élisabeth, sœur du roi Louis XVI, que par certains ecclésiastiques, dont l'abbé Rousseaux, dont le legs de 30 000 francs à son décès en 1823, augmenté des intérêts du capital, permit in fine la construction d'une modeste chapelle sur un terrain acquis par la ville à l'angle de la rue de Vergennes et de la rue des Chantiers en 1844.
Simple chapelle consacrée le 21 septembre 1850, et dépendant de la paroisse Saint-Symphorien, son statut apparaît vite en discordance avec l'importance du quartier des Chantiers au cœur duquel elle se trouve, quartier qui vit son développement accéléré par l'ouverture de la gare des Chantiers le 12 juillet 1849. Son statut devint par conséquent celui d'église paroissiale par décret impérial du 6 avril 1863. Elle est inaugurée par Jean-Pierre Mabile le 4 octobre 1863.
Devenu trop exiguë, la nef de l'édifice se voit adjoindre deux bas-côtés latéraux en 1867. Un chœur et une sacristie sont construits en 1884 ; des vitraux sont mis en place en 1886. Une chapelle, la « chapelle des catéchismes », à l'origine indépendante de l'église, est construite en 1894. Elle est intégrée à l'église en 1937 sous le nom de « chapelle du curé d'Ars ». L'orgue est installé en 1901.

## Dénomination
L'église est dédiée à Sainte Élisabeth de Hongrie ; une toile représentant le miracle des roses embellit le chœur de l'église. Cette dédicace est fortement liée à l'implication de Madame Élisabeth dans la revendication visant à créer un lieu de culte dans ce quartier.